# Enrico Dandolo

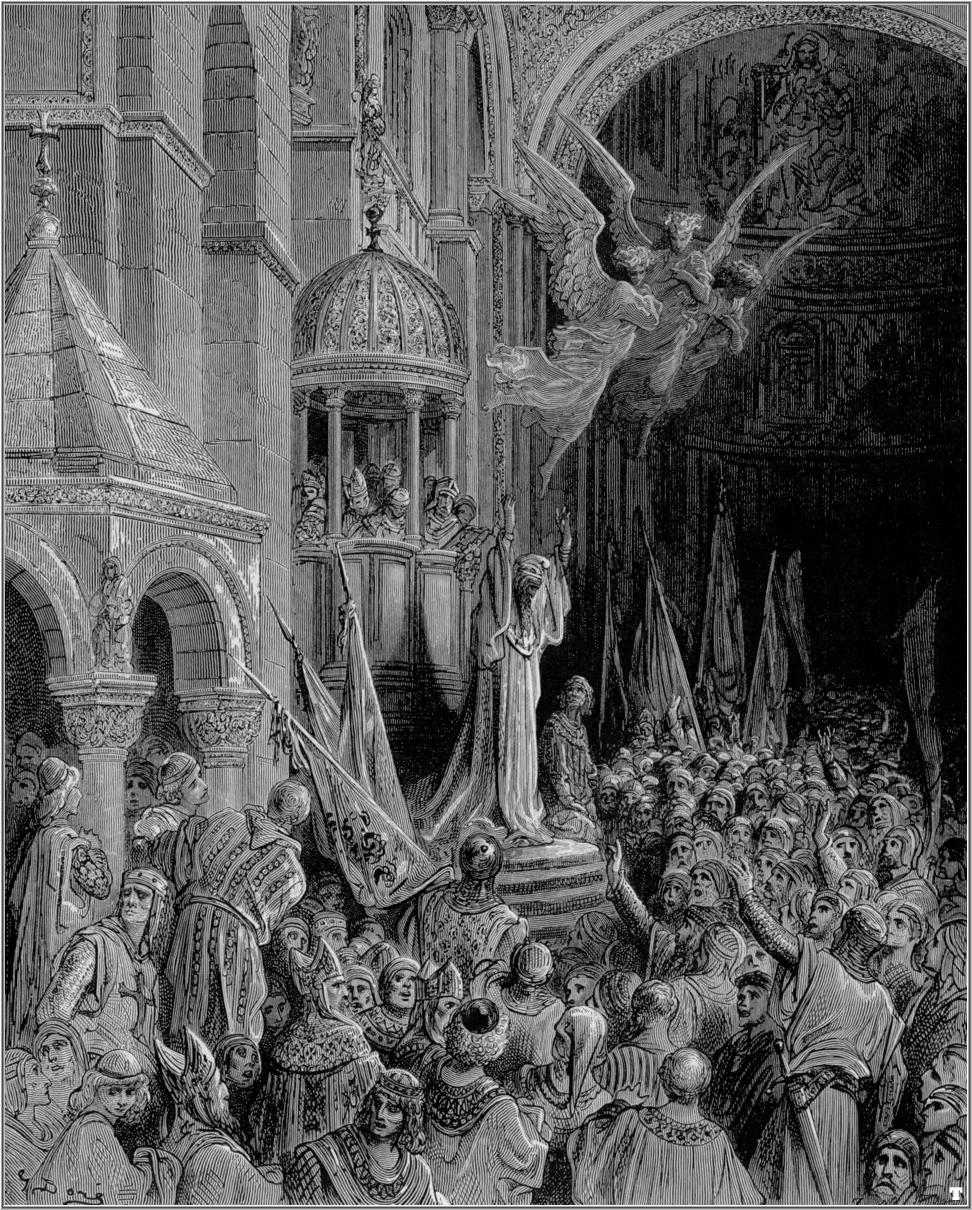
Dandolo tomando a Cruz, por Gustave Doré

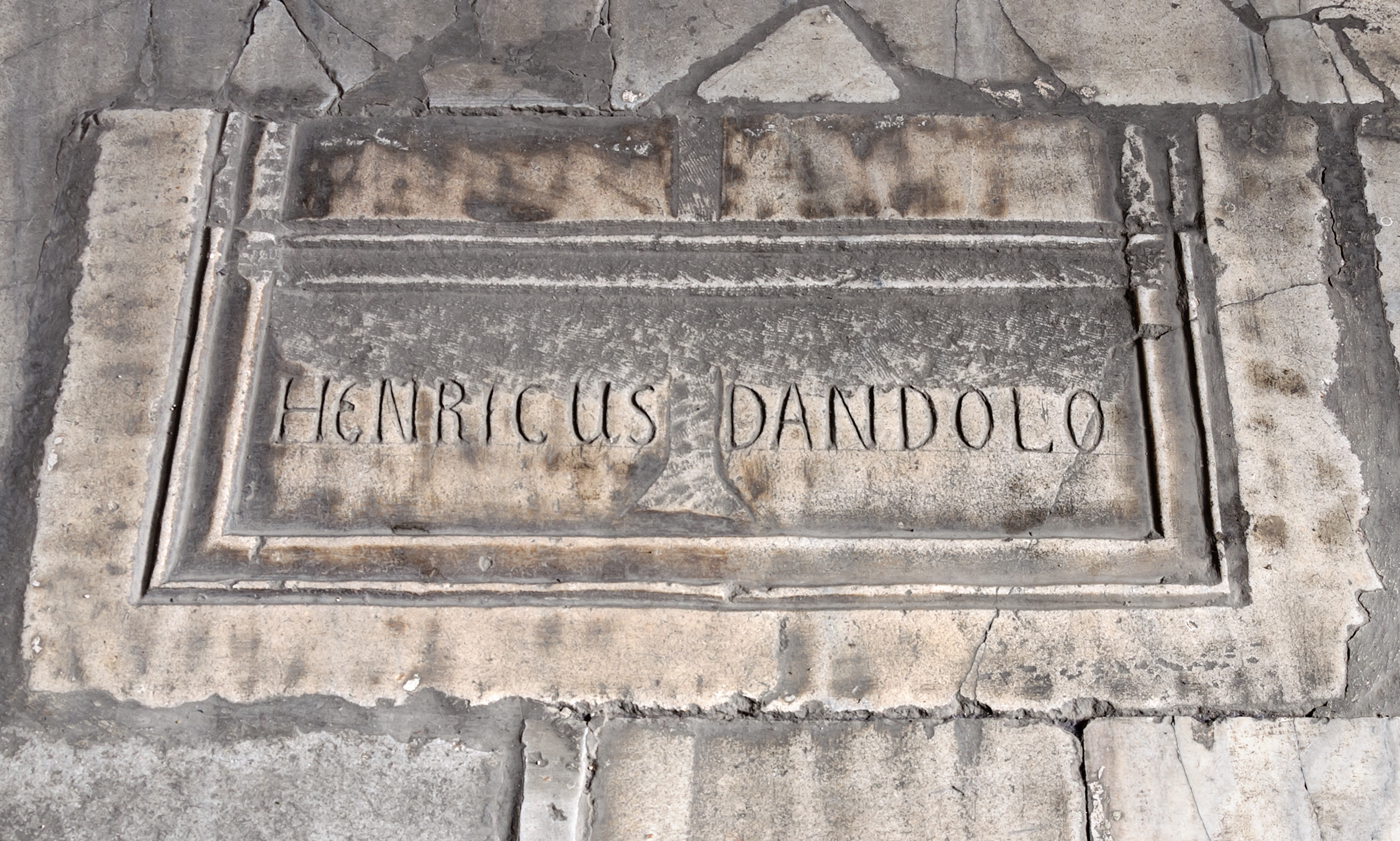
Cenotáfio de Enrico Dandolo

Enrico Dandolo (Veneza, 1107? - Constantinopla, maio de 1205) foi doge de Veneza entre 1192-1205, durante a Quarta Cruzada.
Pertencia a uma importante família veneziana. Seu pai, Vitale, foi conselheiro do doge Vitale II Michiel, e um tio seu, chamado também Enrico Dandolo, foi patriarca de Grado. O seu primeiro papel político de importância aconteceu durante a crise de 1171 e 1172. Em 1171 o Império Bizantino deteve milhares de venezianos residentes no seu território, confiscando os seus bens. Na crise que seguiu, Dandolo foi enviado como embaixador a Constantinopla. Mais adiante foi embaixador na corte de Guilherme II, na Sicília. Em 1183 regressou para Constantinopla para negociar a reconstrução do bairro veneziano na cidade.
Era já ancião quando se converteu em doge (tinha uns 85 anos), e era, além disso, cego, porém despregou uma enorme energia física e mental. Em 1202, os cavaleiros da Quarta Cruzada encontravam-se retidos em Veneza, incapazes de pagarem os barcos que contrataram com os venezianos para o seu transporte, dado que o seu exército era sensivelmente inferior ao previsto. Dandolo propôs como arranjo que os cruzados se desviassem para Zara, na costa dálmata, para arrebatar esta cidade ao reino da Hungria. Com um importante contingente veneziano, uniu-se pessoalmente à Cruzada sendo já nonagenário, tomando solenemente a Cruz na basílica de São Marcos.
Cruzados e venezianos tomaram Zara a 15 de novembro de 1202. Pouco depois, Aleixo IV Ângelo, pretendente ao trono bizantino, chegou à cidade, e, com a ajuda de Dandolo, convenceu os chefes cruzados de atacar Constantinopla para lhe ajudar a obter o trono. Isto conduziu à conquista de Constantinopla pelos cruzados, a 12 de abril de 1204, e ao seu posterior saque.
Depois destes acontecimentos, Dandolo teve ainda suficiente energia para tomar parte numa expedição contra os búlgaros. Morreu em 1205. Está sepultado na Basílica de Santa Sofia de Constantinopla; a sua tumba foi destruída com a conquista Otomana de Constantinopla, em 1453, e a subsequente conversão da Basílica em uma Mesquita. Em tempos modernos, um cenotáfio foi erguido no local provável de sua tumba original.